# Mariusz Lewandowski
Pour les articles homonymes, voir Lewandowski.
Mariusz Lewandowski (prononcer /ˈmarjuʂ lɛvanˈdɔfski/), né le 18 mai 1979 à Legnica, est un footballeur polonais. Il occupe le poste de milieu récupérateur devenu entraîneur.

## Biographie
En 1996, Mariusz Lewandowski rejoint le Zagłębie Lubin. Le 15 mars 1997, il dispute son premier match de championnat, contre le Legia Varsovie, entrant en jeu à la mi-temps (défaite 2-1 de Lubin). À 17 ans, c'est là son unique match de la saison. Pour la saison 1997-1998, Lewandowski prend part à quelques rencontres d'Ekstraklasa. L'année suivante, il est souvent utilisé comme remplaçant, et joue en moyenne une bonne demi-heure lors des 21 matches. L'année suivante, il est de moins en moins sélectionné dans le groupe professionnel, et ne compte que trois matches lors de la première partie de saison.
À l'hiver 2000, il part donc pour Grodzisk Wielkopolski et le Dyskobolia. Le 5 mars 2000, il dispute son premier match avec sa nouvelle équipe, contre le Pogoń Szczecin. À partir de cette date, il devient titulaire au milieu de terrain, et joue toutes les rencontres de championnat. La donne est la même la saison suivante, Lewandowski ne ratant que 360 minutes en championnat. Décisif pour la qualification du Dyskobolia en Coupe Intertoto, il attire les convoitises de plusieurs clubs.
Il signe finalement au Chakhtior Donetsk, l'un des plus gros clubs ukrainien avec le Dynamo Kiev. En sept saisons, il rafle de nombreux trophées, comme le championnat à quatre reprises ou la coupe nationale par trois fois. Chaque saison, le Polonais dispute la Ligue des champions, mais n'arrive pas à passer le troisième tour préliminaire ou la phase de groupes.
Ce n'est qu'en 2008 que le Chakhtior entrevoit les 8e de finale après avoir gagné ses deux premiers matchs et après avoir éliminé le Red Bull Salzbourg au troisième tour préliminaire. Mais dans le groupe D, Lewandowski échoue derrière le Milan AC, le Celtic Glasgow et Benfica. Cette année-là, il réalise le doublé coupe-championnat, le deuxième de l'histoire du club.
Le 13 mai 2009, Mariusz Lewandowski qualifie son équipe pour la finale de la Coupe d'Ukraine, en inscrivant le seul but du match contre le Dynamo Kiev, à peine dix minutes après avoir remplacé Jádson. 
Le 20 mai, il dispute la finale de la dernière édition de la Coupe UEFA. Titulaire pendant 120 minutes, alors qu'il avait pour habitude de rentrer en cours de match en Coupe d'Europe, il réalise un bon match à la récupération, et parvient à gêner les offensives du Werder. Au terme de la partie, remportée 2-1 par son équipe, Lewandowski devient le quatrième joueur polonais à remporter la compétition, après Andrzej Buncol, Tomasz Rząsa et Euzebiusz Smolarek.
Le 27 juillet 2010, il signe un contrat de trois ans avec le PFC Sébastopol, promu en première division.

## International
Il a été le capitaine de l'équipe de Pologne des moins de 21 ans.
Il a honoré sa première sélection le 21 février 2004 à l'occasion d'un match contre l'équipe des Îles Féroé.
Il a disputé trois matchs de qualification à la coupe du monde 2006.
Lewandowski participe à la coupe du monde 2006 avec l'équipe de Pologne.
Le sélectionneur de l'Équipe de Pologne, Leo Beenhakker, le retient parmi l'effectif de vingt-trois joueurs appelé à participer à l'Euro 2008.

## Palmarès
- Champion d'Ukraine : 2002, 2005, 2006, 2008 et 2010
- Vice-Champion d'Ukraine : 2003, 2004, 2007 et 2009
- Vainqueur de la Coupe d'Ukraine : 2002, 2004 et 2008
- Finaliste de la Coupe d'Ukraine : 2003, 2005, 2007 et 2009
- Vainqueur de la Coupe First Channel : 2006
- Vainqueur de la Coupe La Manga : 2007
- Finaliste de la Coupe First Channel : 2008
- Vainqueur de la Coupe UEFA : 2009

## Vie privée
Avec sa femme Martha, Mariusz Lewandowski a eu deux fils, James et Nathan. 